# 이명직 (목사)
이명직(李明稙, 일본식 이름: 牧野明稙 마키노 메이쇼쿠[*], 1890년 12월 2일 ~ 1973년)은 1890년 경성부 죽첨정 삼정목에서 아버지 이승원(李承源)과 어머니 박계원(朴啓源)사이에서 2남중 장남으로 출생한 일제강점기의 성결교 목사이다. 본관은 한산, 고려의 학자 이색의 18대손이다.

## 생애
한성부 출신으로 일찌기 부친을 여의고 주전원 전무과 주사로 근무하던 숙부 이승태(李承泰)에게서 키워졌다. 이명직은 황성기독청년회(서울 Y.M.C.A.)에서 공부하며 집안 문중의 할아버지벌 월남 이상재선생과 또 같은 항열에 같은 이름을 쓰는 구한말과 대한제국시절 탁지부 주사를 지낸 성우 이명직 선생과 직․간접적인 만남과 교류가 있었다. 월남 이상재선생에게서는 개신교 사상을 배웠고 이명직 선생에게서는 해외유학의 필요성을 감화받아 일본에 유학하여 정치와 법학을 배우려고 하였다가, 일본 동경의 조선 YMCA 김정식 총무의 안내로 1909년 동경성서학원에 입학하게 되었다. 동경성서학원 입학 후 얼마 안된 1909년 5월 3일 성령강림절에 나카다 주지 감독으로부터 세례 받았다. 이명직의 집안은 전형적인 유교 가문이었으나 월남 이상재 선생과 같은 선각자의 인도로 청년 시절 자발적으로 개신교에 입문했다. 1911년 도쿄성서학원을 졸업하고 귀국하여 전도사로 일했고, 성결교회로서는 최초의 목사안수식이었던 1914년 4월 21일 제5회 성결교역자 총회에서 목사 안수를 받았다. 1933년 조선성결교회 총회가 조직되면서 초대와 이듬해 제2회, 1938년과 1939년 제6회,제7회 등 네차례에 걸쳐 총회장을 역임했다.
태평양 전쟁 기간 동안에는 신사참배 강요에 협조한 일을 비롯하여 친일 행적이 있다. 이명직은 마태복음의 포도원 비유를 들어 일본의 조선 합병을 정당화한 것이 아니냐는 비판이 있으며, 1940년 활천에 실은 〈팔굉일우(八紘一宇)의 대이상(大理想)〉이라는 글에서는 일본 건국이념인 팔굉일우가 성서의 가르침과 부합한다는 논리를 펴고 있다.
1938년 개신교에서 각 교단 대표들이 솔선해 신사참배를 할 때, 성결교에서는 이명직이 대표로서 감리교의 양주삼, 장로교의 홍택기 등과 함께 일본 신사를 방문해 신사참배를 했다. 1943년 태평양 전쟁 말기에 이르러 일제는 강압적으로 성결교단을 해산하도록 했는데, 이때 이명직을 필두로 한 성결교 지도자 7인이 성서가 그 기본을 유대 사상 (예수 그리스도는 만왕의 왕이시고, 즉 예수 그리스도는 일본의 천황보다 훨씬 높은신 분이시고, 그리고 그리스도가 가까운 시일에 이 땅에 다시 와서 세상을 심하실 것이라는, 즉 예수 그리스도가 재림하신 후 일본 천황마저 예수의 심판을 받게될 것이고 일본 천황도 예수를 믿지 않으면 지옥에 갈 수밖에 없는 인간일뿐이라는 재림사상)은 일본의 국체와 맞출 수 없는 치명적 결함이 있고, 만약 억지로라도 맞추려 하다가는 성서 자체로부터 이탈해야 한다는 결론을 내렸다는 내용의 성결교회 해체 선언서를 발표했다.
이명직은 교단 행정 외에도 서울신학대학교의 전신인 경성성서학원 교수(1916년)와 원장(1935년), 경성신학교 교장(1940년), 서울신학교 교장(1951년), 서울신학대학 초대학장(1959년), 성결교신학교 명예교장(1962년)을 역임하면서 후진을 많이 양성했다. 1965년 서울신학대학 명예학장에 추대되었다. 뿐만 아니라 1922년부터 교단 기관지인 《활천》 주간을 맡았으며, 성결신학의 핵심인 사중복음과 성결론을 체계화하고 많은 저술도 남겨 성결교단의 신학적 토대를 놓았다는 평을 듣는다.

## 사후
이명직은 '성결의 아버지', '성결교회의 사부'로 불릴 만큼 대한민국 성결교회에서 영향력 있는 인물이며 존경을 받고 있다. '성결교회의 사도 바울'이라는 평가가 있을 정도이다.
2008년 발표된 민족문제연구소의 친일인명사전 수록예정자 명단 중 종교 부문에 포함되어 있다. 2005년 예비 명단이 공개되었을 때 개신교 인물 47명 중 성결교단에서는 이명직과 박현명 두 사람이 선정되어 오랫동안 잠복해 왔던 신사참배 및 친일 문제가 공론화되었다. 이에 대해 교단 측은 국가보다 신을 중심으로 삼는 이명직의 "신중심적 국가관"을 이유로 들거나 그의 내면에 "하나님만 아시는 심적 고통"이 있었을 것이라는 추측, 교단을 이끌다 보니 신사참배의 희생양이 되었다는 동정론 등을 내놓은 적이 있다.

## 같이 보기
- 기독교대한성결교회
- 예수교대한성결교회
- 서울신학대학교
- 기독교대한성결교회 역대총회장
- 찰스 카우만

## 참고자료
- 최인식 (2002년 10월 28일). “이명직 목사의 생애: 해방 이전까지”. 성결신학연구소 최인식 자료실. 2008년 7월 4일에 원본 문서에서 보존된 문서. 2008년 1월 6일에 확인함.
- 김근혜 기자 (2006년 4월 26일). ““이명직 목사의 윤리는 곧 성결교회의 윤리” - 친일 논란 가운데, 서울신대 박문수 교수 이명직 목사 윤리연구 발표”. 크리스천투데이. 2008년 1월 27일에 확인함.[깨진 링크(과거 내용 찾기)]
- 김형근 (2002년 4월 6일). “이명직목사의 삶과 신학 - 교단 신학적 기틀 정립한 ‘큰 스승’”. 디지털성결. 2005년 9월 2일에 원본 문서에서 보존된 문서. 2008년 1월 27일에 확인함.
- 허명섭 (2005년 10월 1일). “특집::이명직 박현명 바로 세우기 - 특집 1 이명직 순응과 저항의 두 얼굴”. 활천. 2008년 8월 29일에 원본 문서에서 보존된 문서. 2008년 1월 27일에 확인함.